# Queiriz
Queiriz ist eine Gemeinde (Freguesia) im portugiesischen Kreis Fornos de Algodres mit 227 Einwohnern (Stand 19. April 2021).